# Ángel Francisco Caraballo Fermín
Ángel Francisco Caraballo Fermín (Puerto Ordaz, 30 maggio 1965) è un arcivescovo cattolico venezuelano, dal 6 marzo 2025 arcivescovo metropolita di Cumaná.

## Biografia
È nato il 30 maggio 1965 a Puerto Ordaz.

### Formazione e ministero sacerdotale
Dopo essere entrato in seminario, ha seguito gli studi filosofici a Barquisimeto e quelli teologici a Bidasoa, in Spagna, ottenendo il baccalaureato in teologia presso l'università di Navarra; è stato ordinato presbitero il 7 dicembre 1991. Successivamente ha conseguito la licenza e specializzazione in diritto canonico e famiglia presso la Pontificia Università della Santa Croce di Roma e ha ricoperto il ruolo di docente del seminario maggiore della diocesi di Ciudad Guayana.

### Ministero episcopale
Il 30 novembre 2012 papa Benedetto XVI lo ha nominato vescovo ausiliare di Maracaibo, assegnandogli la sede titolare di Dagno. Ha ricevuto la consacrazione episcopale il 16 febbraio 2013 dall'arcivescovo di Maracaibo Ubaldo Ramón Santana Sequera, co-consacranti il nunzio apostolico in Venezuela Pietro Parolin e il vescovo di Ciudad Guayana Mariano José Parra Sandoval.
Il 28 settembre 2017 papa Francesco lo ha nominato amministratore apostolico in sede plena di Cabimas, mentre dal 14 settembre 2018 in sede vacante, divenendone infine vescovo il 29 gennaio 2019.
L'11 settembre 2018 è stato ricevuto in udienza papale durante la visita ad limina insieme agli altri vescovi venezuelani.
Il 6 marzo 2025 lo stesso pontefice lo ha promosso arcivescovo metropolita di Cumaná. Il 3 maggio seguente ha preso possesso dell'arcidiocesi.

## Genealogia episcopale
La genealogia episcopale è:
- Cardinale Scipione Rebiba
- Cardinale Giulio Antonio Santori
- Cardinale Girolamo Bernerio, O.P.
- Arcivescovo Galeazzo Sanvitale
- Cardinale Ludovico Ludovisi
- Cardinale Luigi Caetani
- Cardinale Ulderico Carpegna
- Cardinale Paluzzo Paluzzi Altieri degli Albertoni
- Papa Benedetto XIII
- Papa Benedetto XIV
- Papa Clemente XIII
- Cardinale Marcantonio Colonna
- Cardinale Giacinto Sigismondo Gerdil, B.
- Cardinale Giulio Maria della Somaglia
- Cardinale Carlo Odescalchi, S.I.
- Cardinale Costantino Patrizi Naro
- Cardinale Lucido Maria Parocchi
- Papa Pio X
- Papa Benedetto XV
- Papa Pio XII
- Cardinale Eugène Tisserant
- Arcivescovo Raffaele Forni
- Cardinale José Alí Lebrún Moratinos
- Arcivescovo Ubaldo Ramón Santana Sequera, F.M.I.
- Arcivescovo Ángel Francisco Caraballo Fermín